# Lakai

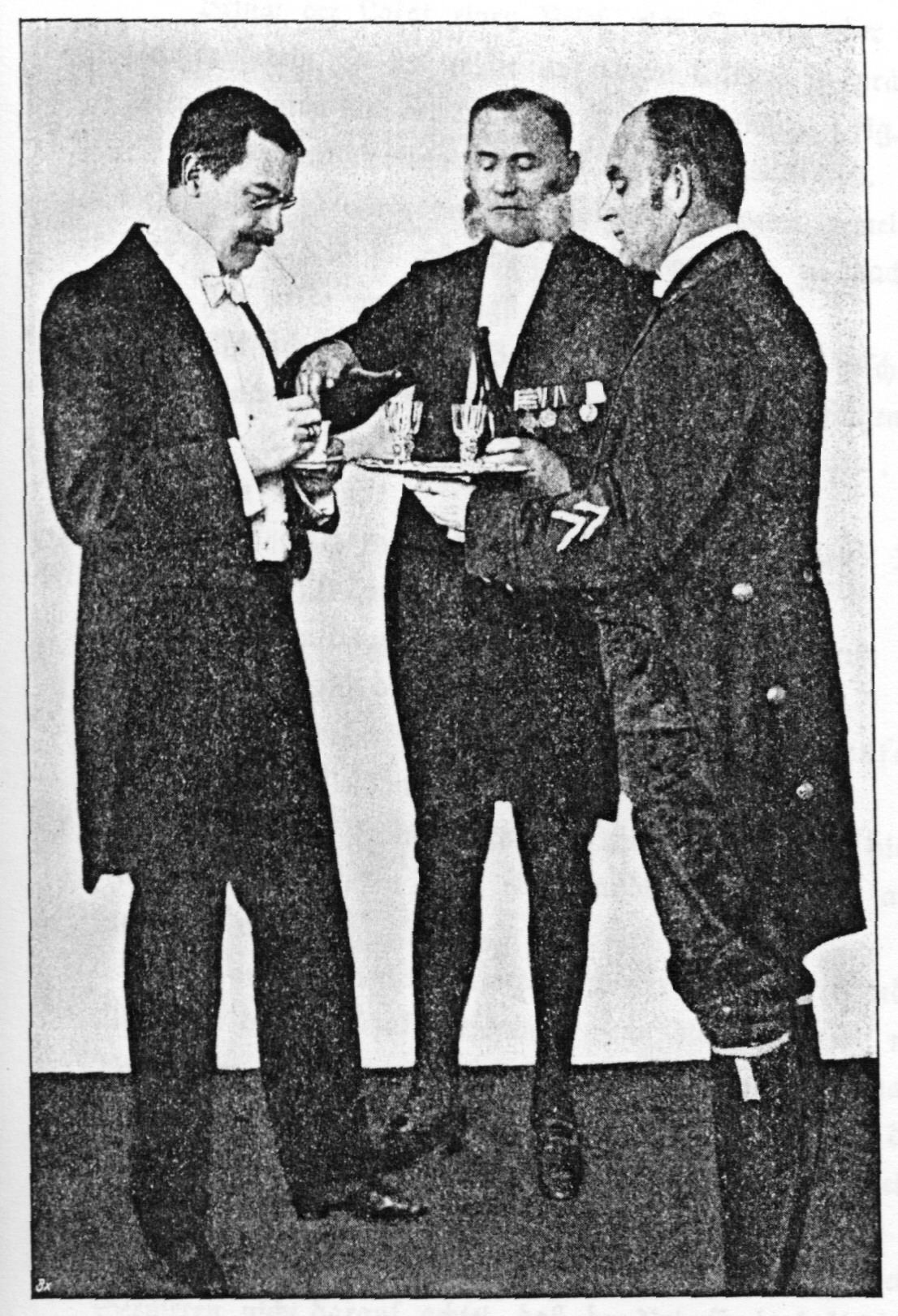
Ein Kammerdiener (Mitte) und ein Lakai (rechts) schenken Wein ein.

Lakai (frz.: laquais – Fußsoldat) war ein bezahlter Diener in Livree und bezeichnet im übertragenen Sinn einen übertrieben unterwürfigen Angestellten. Das Wort wird gelegentlich auch für einen Kriecher gebraucht.

## Etymologie
Das Wort Lakai ist aus der türkischen Sprache entstanden: Das ursprüngliche türkische Wort lautet ulaḳ in der Bedeutung von Läufer, Eilbote und es gehört zum Verbstamm ul (dt. gehen). Über das ngr. Wort oulakes sind weitere Wortbildungen in die romanischen Sprachen gelangt, nämlich ital. lacchè und span. lacayo. Das französische Wort laquais gibt es seit 1400. In deutschen Texten erscheint – nachweisbar seit 1513 – lagegen im Sinne eines Fußsoldaten. Aus älteren Dienern, die ihren Herren zu Fuß begleiten, hat sich dann die Bedeutung eines Dieners in Livree entwickelt.

## Varia
Im Zweiten Weltkrieg wurde Generalfeldmarschall Wilhelm Keitel unter Offizieren wegen seiner Unterwürfigkeit gegenüber Hitler Lakeitel genannt.